# Val-des-Monts
Val-des-Monts es un municipio perteneciente a la provincia de Quebec, Canadá que colinda principalmente con la ciudad de Gatineau. Tiene una población de alrededor de 11 580 habitantes (2016).

## Geografía
Val-des-Monts se encuentra ubicada en las coordenadas 45°39′00″N 75°40′00″O / 45.65000, -75.66667. Según Statistics Canada, tiene una superficie total de 481.40 km².
| Noroeste: Denholm | Norte: Bowman | Nordeste: Val-des-Bois                         |
| Oeste: La Pêche   |               | Este: Notre-Dame-de-la-Salette, L'Ange-Gardien |
| Suroeste: Cantley | Sur: Gatineau |                                                |

## Demografía
Según el censo de 2016, había 11 582 personas residiendo en Val-des-Monts.

## Galería de imágenes
|           |
| Poltimore |

|                           |
| Saint-Pierre-de-Wakefield |

|                          |
| Lago Clair y otros lagos |